# Les Carnets Ernst Jünger

Les Carnets Ernst Jünger sont une publication scientifique dédiée à l’œuvre de l’écrivain allemand Ernst Jünger. Le nom officiel complet de la revue est : Les Carnets. Revue du Centre de Recherche et de Documentation Ernst Jünger.
Une première série de dix numéros a été publiée par le Centre de Recherche et de Documentation Ernst Jünger (CRDEJ), sous la direction de Danièle Beltran-Vidal, au rythme d’un numéro par an.
Après une pause de plusieurs années, la revue reparaît, dirigée par Danièle Beltran-Vidal et Lutz Hagestedt, aux éditions Belleville (Munich).
Comprenant des articles en français et en allemand, elle a également publié des textes inédits d’Ernst Jünger et de son frère Friedrich Georg Jünger.

## Numéros parus
1. Vision et visages d’Ernst Jünger, 1996.
2. Ernst Jünger et la littérature européenne, 1997.
3. Ernst Jünger – Friedrich Georg Jünger, 1998.
4. Regards sur la Grande Guerre à Laon, 1999.
5. Le Discours sur le héros en Europe au début du XXe siècle, 2000.
6. Les Frères Jünger et la « révolution conservatrice » allemande, 2001.
7. L’exil intérieur, 2002.
8. Mélanges offerts à Julien Hervier, 2003.
9. Les correspondances d’Ernst Jünger et autres essais, 2004.
10. Aspects de la recherche universitaire française sur l’œuvre d’Ernst Jünger, 2005.
11. Œuvres et correspondances. Dialogues d’Ernst Jünger – Werke und Korrespondenzen. Ernst Jünger im Dialog, 2012.
12. Wahlverwandtschaften – Affinités électives, 2013.